# Глиб (Оттава)

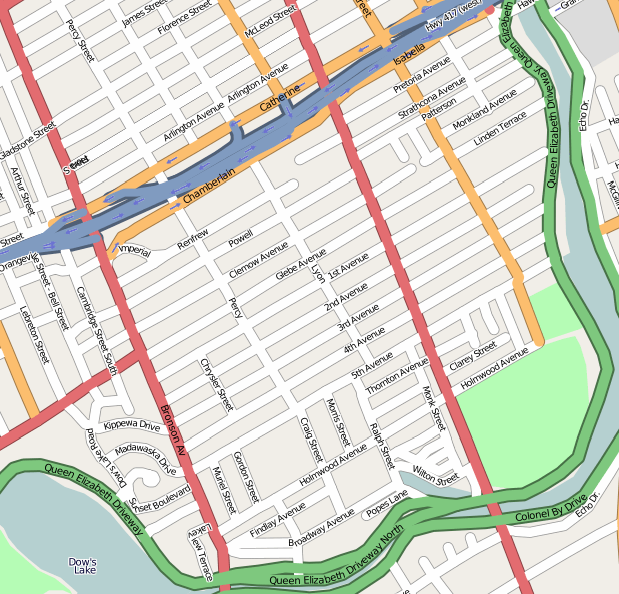
Глиб на карте Оттавы. Северную границу образует автомагистраль 417

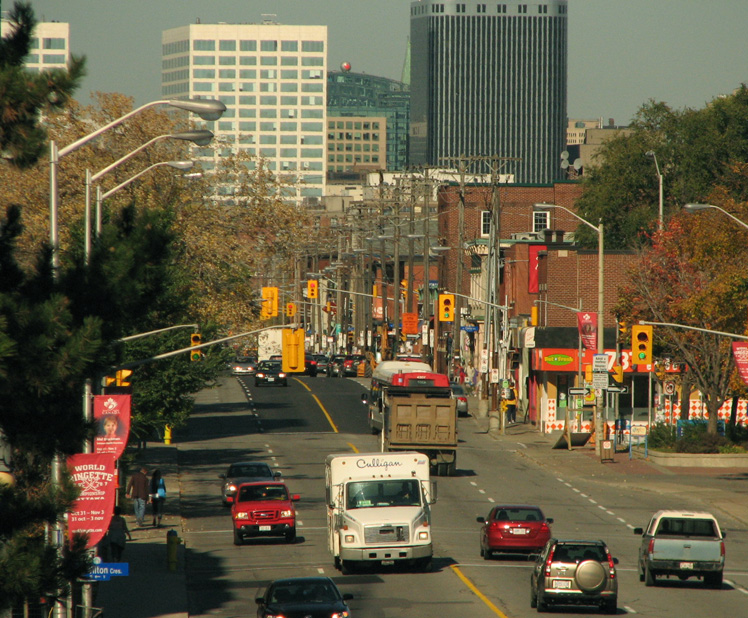
Бэнк-стрит делит Глиб на западную и восточную части. Вид на север. На заднем плане — Даунтаун Оттавы

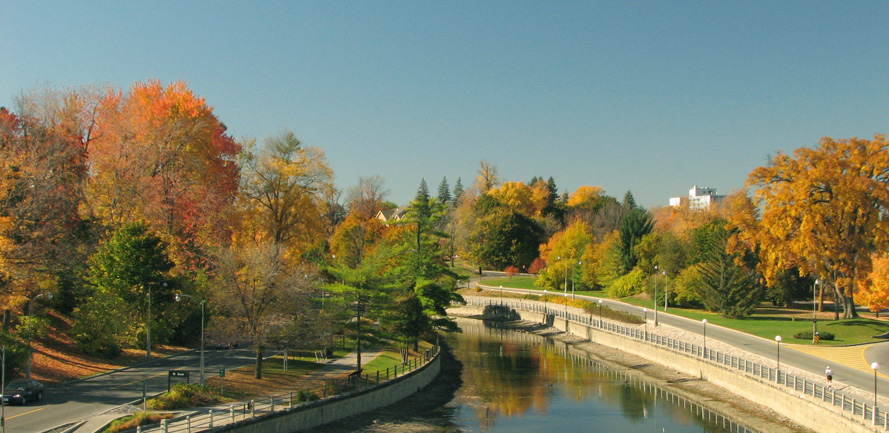
Канал Ридо — юго-восточная граница Глиба

Глиб, англ. The Glebe, буквально «земля, принадлежащая церкви» — престижный район г. Оттава, провинция Онтарио, Канада. 

## Расположение
Расположен непосредственно к югу от Даунтауна (делового центра Оттавы). Северная граница — автомагистраль Квинсуэй, южную и восточную границы образует канал Ридо, традиционной западной границей считалась улица Бронсон-авеню, однако на последних картах в состав Глиба также включается треугольник между Бронсон-авеню, Карлинг-авеню и озером Доу; последнего определения придерживается и общинный центр Глиба. Данный треугольник на картах обозначается как Glebe’s Annex (дополнительный Глиб).
На территории района находятся несколько крупных парков, в том числе Парк Лэнсдаун с прилегающим стадионом.

## Характеристика
По переписи 2006 г. население Глиба составляло 10886 человек.
Население Глиба играет весьма влиятельную роль в жизни Оттавы и лоббирует местные интересы по таким вопросам, как снижение уличного движения по району и финансирование развития района. Здесь преобладают 2-этажные семейные дома, много детей, поэтому в районе находится много школ, а также общегородские службы, связанные с педагогикой и социальным развитием. Доходы жителей Глиба — одни из самых высоких в Оттаве. Жители района традиционно поддерживали Либеральную партию Канады, но в последние годы переориентировались на Новую демократическую партию Канады. С точки зрения языка здесь живут почти исключительно англоканадцы.

## Образование
Школы Глиба традиционно занимают высокие места в образовательных рейтингах. Ученики Глиба приписаны к следующим школам.
Начальные:
- First Avenue Elementary School
- Mutchmore Elementary School (эти две школы традиционно занимают высокие места в рейтингах школ Оттавы)
- Corpus Christi Catholic School

Средне-старшие:
- Hopewell Avenue Public School (расположена к югу от собственно Глиба, район Олд-Оттава-Саут)
- Glashan Public School (расположена к северу от собственно Глиба, район Сентертаун)

Старшие:
- Глибский колледж-институт.
- Лисгарский колледж-институт (расположен к северу от собственно Глиба, район Сентертаун)
- Immaculata High School (расположена к югу от собственно Глиба, район Олд-Оттава-Саут)

В сентябре 2017 г. в Глибе открылась франкоязычная католическая школа Au coeur d’Ottawa (с подготовительного по 6 класс), которая также обслуживает прилегающие к Глибу районы.

## Спорт и развлечения
- Ти-ди Плэйс Стэдиум